# 창원 순흥안씨 고문서 및 성책류 일괄
창원 순흥안씨 고문서 및 성책류 일괄(昌原 順興安氏 古文書 및 成冊類 一刮)은 대한민국 경상남도 의창구 사림동에 있는 조선시대의 고문서 및 성책류이다.
2011년 12월 29일 경상남도의 유형문화재 제516호 창원사림동순흥안씨안희상소장동안관련자료로 지정되었다가, 2018년 12월 20일 현재의 명칭으로 변경되었다.

## 개요
창원 퇴촌리(退村里)에 세거해온 순흥안씨(順興安氏) 퇴은(退隱) 가문에서 세장해온 것으로 고문서 14종 81점과 성책류 8종 10책이다. 고문서로는 18세기 이후 지역 양반가의 가족관계, 소송, 조세 징수, 노동력 징발 등과 관련된 내용으로 당시 토착 양반가의 일상생활과 소송관계를 엿볼 수 있는 자료로 경상도 지역 재시세력의 생활상을 규명할 수 있는 귀중한 자료이다.

## 참고 자료
- 창원 순흥안씨 고문서 및 성책류 일괄 - 국가유산청 국가유산포털

1. ↑  경상남도 고시 제2018-485호,《경상남도 지정문화재(문화재자료) 명칭변경 고시》, 경상남도지사, 2018-12-20